# Station Les Laumes-Alésia
Station Les Laumes-Alésia is een spoorwegstation in de Franse gemeente Venarey-les-Laumes.